# Антонио Креус
Антонио Креус (на испански: Antonio Creus) е бивш испански пилот от Формула 1. Роден на 26 юли 1946 година в Мадрид, Испания.

## Формула 1
Антонио Креус прави своя дебют във Формула 1 в Голямата награда на Аржентина през 1960 година, като това остава единственото му участие и не успява да спечели точки, състезава се частен автомобил на Мазерати.